# Anthony Medenblik
Anthony Medenblik (Aarlanderveen, gedoopt 13 november 1740 – Boskoop, 25 februari 1830) was een Nederlandse maire en schout.

## Leven en werk
Medenblik werd in 1740 in Aarlanderveen gedoopt als zoon van de schipper Cornelis Janszoon Medenblik en Sara Klaasse van der Put. Medenblik vestigde zich in de tweede helft van de 18e eeuw als boomkweker in Boskoop. Hij was in Boskoop zowel op kerkelijk gebied als op politiek gebied actief. Hij was ouderling van de plaatselijke hervormde kerk. Voor 1789 was hij leider van de Boskoopse patriotten. Hij was de oprichter en leider van het Boskoopse vrijkorps. In de periode 1782 tot 1789 was hij vijf maal burgemeester. In 1789 was zijn rol op bestuurlijk vlak voorlopig uitgespeeld. In 1795 keerde hij echter terug en nam waarschijnlijk de functie van de afgezette schout Jacob van Leeuwen waar. In de periode tot augustus 1810  was zijn zoon Cornelis Ravestein enkele jaren schout van Boskoop. Van 1811 tot 1817 was Anthony Medenblik achtereenvolgens maire en president van het gemeentebestuur van de gemeente Boskoop, waar ook Middelburg toe behoorde. In 1817 werd hij in Boskoop opgevolgd door Rutger Ouwens, die schout van Boskoop werd. Middelburg werd in dat jaar een zelfstandige gemeente met Medenblik als schout. Medenblik was in die periode tevens schout en secretaris van de nabij Boskoop gelegen gemeente Zuidwijk. Hij vervulde deze functies vanuit zijn huis in Boskoop. In 1821 werd hij als schout van Middelburg opgevolgd door Jan van Nes Klaaszoon.
Medenblik trouwde op 26 september 1762 te Boskoop met Johanna Bakker. Hun zoon Cornelis Ravestein Medenblik – overleden in 1810 – was bij zijn overlijden notaris, baljuw en schout van Zuidwijk en schout van Boskoop. Diens weduwe hertrouwde met notaris - en latere schout en burgemeester - Jan van Nes Klaaszoon. Na het overlijden van zijn zoon verkocht Medenblik de boomkwekerij van hemzelf en zijn zoon aan de firma "Klaas van Nes en Zoonen".